# Sled Storm (jeu vidéo, 1999)
Sled Storm est un jeu vidéo de course de motoneige développé et édité en 1999 par Electronic Arts sur PlayStation.
Le jeu a eu une suite portant le même nom sur PlayStation 2 : Sled Storm, sorti en 2002.

## Système de jeu
Sled Storm est un jeu de courses en motoneige. Ses circuits sont parsemés de raccourcis. Les panneaux, figure et animaux écrasés par le joueur donnent des points supplémentaires au joueur. Le classement peut se faire au temps ou au cumul de points.
Le joueur peut choisir son avatar parmi six personnages : Ryan, Tracey, Gio, Travis, Nadia et Jay.
Il a le choix entre plusieurs modes de jeu : course rapide ou championnat (en solo ou en multijoueur) ainsi que contre-la-montre.

## Bande-son
Sled Storm inclut une bande originale, présente à chaque circuit. On peut également écouter les musiques de son choix.
1. Rob Zombie - "Dragula (Hot Rod Herman Remix)"
2. Econoline Crush - "Sparkle And Shine (Throttle mix)"
3. Econoline Crush - "Nowhere Now (White Out Mix)"
4. Econoline Crush - "Surefire (Avalanche Mix)"
5. E-Z Rollers - "Cop Theme"
6. Dom & Roland - "Chained On Two Sides"
7. Dom & Roland - "Thunder"
8. Überzone - "Botz (Synthetik Remix)"
9. Jeff van Dyck - "Sweet Baby"
10. Jeff van Dyck - "That's Grouse"

## Accueil
- Jeuxvideo.com : 16/20[1]